# 陈群青
陈群青（1983年3月22日—），广东汕头澄海人，中国女子曲棍球运动员，中国国家女子曲棍球队成员。她曾代表中国参加2004年夏季奥运会女子曲棍球比赛，并获得第4名。